# JP-5

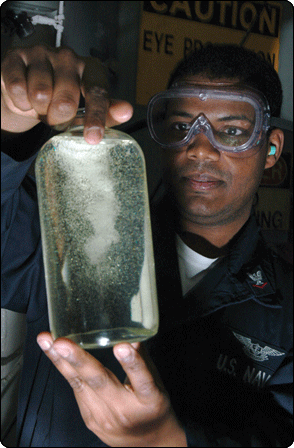
Campione di JP-5 viene esaminato alla ricerca di impurità o contaminazione da parte di acqua

JP-5 o JP5 (dall'inglese Jet Propellant) è un combustibile per aviogetti giallo derivato dal cherosene sviluppato nel 1952 per l'utilizzo su aeroplani di base sulle portaerei, dove il rischio di incendi è particolarmente grave. Il JP-5 è una complessa miscela di idrocarburi, che comprende alcani, cicloalcani e composti aromatici con un peso specifico di 0,81 kg/L e un alto punto di infiammabilità (min. 60 °C). È il combustibile per aviogetti principale per la maggior parte delle marine militari.
I combustibili JP-4 e JP-5, devono essere conformi alle specifiche definite dalla norma MIL-DTL-5624 e sono pensati per l'utilizzo con gli aerei a turbogetto. In questi combustibili vengono utilizzati degli additivi specifici, di impiego solo militare, necessari per rispondere alle particolari caratteristiche dei motori, sistemi e agli specifici requisiti da rispettare durante le missioni militari.
Il punto di infiammabilità del JP-5 è significativamente più alto di quello del comune combustibile per aerei civili, e tale caratteristica è voluta per diminuire il pericolo derivante dell'immagazzinamento sulle portaerei e sulle navi di supporto. Il punto di congelamento è di −46 °C. Non contiene agenti antistatici.

## Altre denominazioni
Altri nomi per il JP-5 sono: NCI-C54784, Fuel oil no. 5, Residual oil no. 5.
Il codice NATO per il JP-5 è F-44. È anche chiamato AVCAT dalla sigla in inglese fuel for AViation CArrier Turbine (combustibile da aviazione per turbine su portaerei). La specifica di riferimento è la MIL-DTL-5624 U (TURBINE FUEL, AVIATION, GRADES JP-4 AND JP-5), la cui ultima versione è del 2004. Il JP-5 è conforme alla British Specification DEF STAN 91-86 AVCAT/FSII (in precedenza DERD 2452).